# Biserica greco-catolică din Cojocna
Biserica greco-catolică din Cojocna, cu hramul Sfinții Arhangheli Mihail și Gavriil, este un lăcaș de cult ridicat în anul 1902 prin efortul preotului paroh Ioan Hațeganu, tatăl ministrului Emil Hațieganu și al academicianului Iuliu Hațieganu.